# Oleksandr Vorobiov
Oleksandr Vorobiov (în ucraineană Олександр Воробйов; n. 5 octombrie 1984, Dniprodzerjînsk, RSS Ucraineană, URSS) este un gimnast artistic ce a reprezentat Ucraina, medaliat olimpic. A participat la o ediție a Jocurilor Olimpice (2008) în care a câștigat o medalie de bronz.

## Participări
Lista de mai jos prezintă principalele competiții la care a participat Oleksandr Vorobiov de-a lungul carierei.
- gymnastics at the 2008 Summer Olympics – men's rings[*]